# چهاردره (قزاقستان)

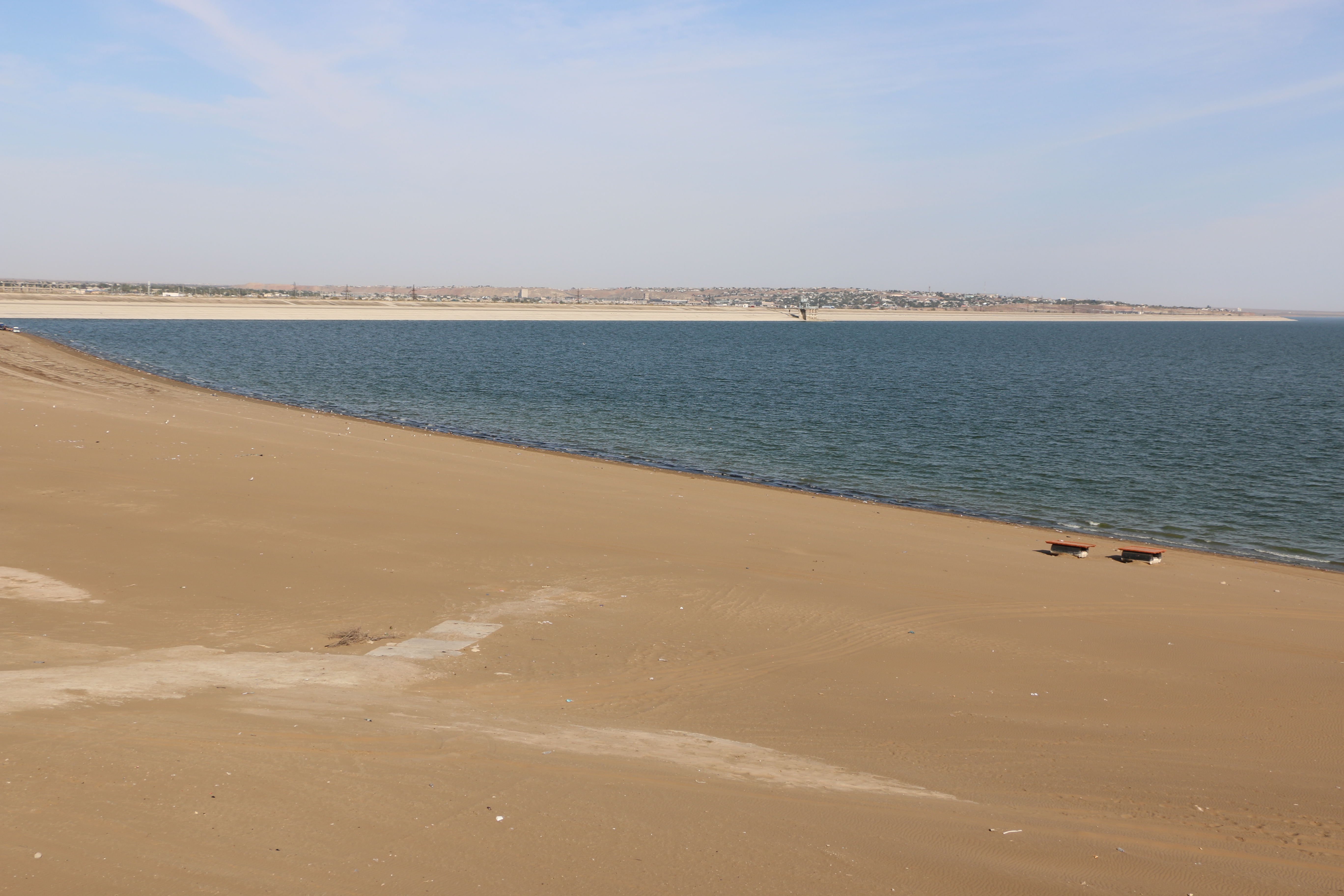
نمایی از چهاردره، یک شهرک در استان ترکستان، قزاقستان - ۲۰۱۵

چهاردره (قزاقی: Шардара, شاردارا) یک شهرک در قزاقستان است که در استان ترکستان واقع شده‌است. این شهرستان ۲۵۴۵۲ نفر جمعیت دارد.